# Associazione Calcio Pistoiese 1996-1997
Questa pagina raccoglie le informazioni riguardanti l'Associazione Calcio Pistoiese nelle competizioni ufficiali della stagione 1996-1997.

## Rosa
| N. |                   | Ruolo | Calciatore            |
| -- | ----------------- | ----- | --------------------- |
|    | Italia (bandiera) | D     | Alessio Ballanti      |
|    | Italia (bandiera) | C     | Antonio Bellavista    |
|    | Italia (bandiera) | A     | Daniele Beltrammi     |
|    | Italia (bandiera) | C     | Sergio Campolo        |
|    | Italia (bandiera) | A     | Francesco Caruso      |
|    | Italia (bandiera) | C     | Francesco Cimmarusti  |
|    | Italia (bandiera) | A     | Massimo Ciocci        |
|    | Italia (bandiera) | C     | Fabio Felice Consagra |
|    | Italia (bandiera) | C     | Rocco Cotroneo        |
|    | Italia (bandiera) |       | Curti                 |
|    | Italia (bandiera) | P     | Paolo Di Sarno        |
|    | Italia (bandiera) | C     | Jimmy Fialdini        |
|    | Italia (bandiera) | P     | Luca Gentili          |
|    | Italia (bandiera) | D     | Gianluca Gibellini    |
|    | Italia (bandiera) | D     | Pietro Girillo        |
|    | Italia (bandiera) | A     | Gabriele Graziani     |
|    | Italia (bandiera) | C     | Carmelo Imbriani      |

| N. |                   | Ruolo | Calciatore           |
| -- | ----------------- | ----- | -------------------- |
|    | Italia (bandiera) | D     | Nicola Legrottaglie  |
|    | Italia (bandiera) | A     | Gabriele Lombino     |
|    | Italia (bandiera) | D     | Alberto Mantelli     |
|    | Italia (bandiera) | D     | Filippo Medri        |
|    | Italia (bandiera) | C     | Marco Napolioni      |
|    | Italia (bandiera) | C     | Mauro Nardini        |
|    | Italia (bandiera) | D     | Antonio Niccolai     |
|    | Italia (bandiera) | A     | Eddy Perensin        |
|    | Italia (bandiera) | D     | Stefano Pioli        |
|    | Italia (bandiera) | A     | Simone Quercioli     |
|    | Italia (bandiera) | P     | Davide Quironi       |
|    | Italia (bandiera) | C     | Daniele Russo        |
|    | Italia (bandiera) | C     | Vito Sardone         |
|    | Italia (bandiera) | A     | Massimiliano Vadacca |
|    | Italia (bandiera) | D     | Cristian Zenoni      |
|    | Italia (bandiera) | C     | Damiano Zenoni       |

## Risultati

### Campionato

#### Girone di andata
| 1º settembre 1996 1ª giornata | Saronno | 1 – 1 | Pistoiese |  |

| 8 settembre 1996 2ª giornata | Pistoiese | 1 – 0 | Montevarchi |  |

| 15 settembre 1996 3ª giornata | SPAL | 2 – 0 | Pistoiese |  |

| 22 settembre 1996 4ª giornata | Pistoiese | 1 – 1 | Como |  |

| 29 settembre 1996 5ª giornata | Pistoiese | 0 – 0 | Siena |  |

| 6 ottobre 1996 6ª giornata | Novara | 0 – 1 | Pistoiese |  |

| 20 ottobre 1996 7ª giornata | Pistoiese | 0 – 1 | Modena |  |

| 27 ottobre 1996 8ª giornata | Monza | 1 – 0 | Pistoiese |  |

| 3 novembre 1996 9ª giornata | Pistoiese | 0 – 0 | Carrarese |  |

| 10 novembre 1996 10ª giornata | Treviso | 2 – 1 | Pistoiese |  |

| 24 novembre 1996 11ª giornata | Alzano Virescit | 1 – 0 | Pistoiese |  |

| 1º dicembre 1996 12ª giornata | Pistoiese | 0 – 1 | Prato |  |

| 8 dicembre 1996 13ª giornata | Fiorenzuola | 1 – 0 | Pistoiese |  |

| 15 dicembre 1996 14ª giornata | Pistoiese | 2 – 1 | Spezia |  |

| 22 dicembre 1996 15ª giornata | Brescello | 1 – 0 | Pistoiese |  |

| 29 dicembre 1996 16ª giornata | Pistoiese | 1 – 2 | Alessandria |  |

| 12 gennaio 1997 17ª giornata | Carpi | 1 – 1 | Pistoiese |  |

#### Girone di ritorno
| 19 gennaio 1997 17ª giornata | Pistoiese | 1 – 1 | Saronno |  |

| 26 gennaio 1997 19ª giornata | Montevarchi | 3 – 1 | Pistoiese |  |

| 2 febbraio 1997 20ª giornata | Pistoiese | 0 – 0 | SPAL |  |

| 9 febbraio 1997 21ª giornata | Como | 4 – 2 | Pistoiese |  |

| 16 febbraio 1997 22ª giornata | Siena | 0 – 0 | Pistoiese |  |

| 23 febbraio 1997 23ª giornata | Pistoiese | 0 – 0 | Novara |  |

| 2 marzo 1997 24ª giornata | Modena | 2 – 0 | Pistoiese |  |

| 9 marzo 1997 25ª giornata | Pistoiese | 0 – 0 | Monza |  |

| 16 marzo 1997 26ª giornata | Carrarese | 1 – 0 | Pistoiese |  |

| 29 marzo 1997 27ª giornata | Pistoiese | 2 – 0 | Treviso |  |

| 6 aprile 1997 28ª giornata | Pistoiese | 1 – 0 | Alzano Virescit |  |

| 13 aprile 1997 29ª giornata | Prato | 1 – 1 | Pistoiese |  |

| 20 aprile 1997 30ª giornata | Pistoiese | 0 – 0 | Fiorenzuola |  |

| 27 aprile 1997 31ª giornata | Spezia | 0 – 1 | Pistoiese |  |

| 4 maggio 1997 32ª giornata | Pistoiese | 1 – 0 | Brescello |  |

| 11 maggio 1997 33ª giornata | Alessandria | 2 – 0 | Pistoiese |  |

| 18 maggio 1997 34ª giornata | Pistoiese | 1 – 1 | Carpi |  |

#### Playout
| Novara 1º giugno 1997 | Novara | 0 – 0 | Pistoiese |  |

| Pistoia 8 giugno 1997 | Pistoiese | 1 – 1 | Novara |  |